# Sowczyce
Sowczyce (niem. Schoffschütz) – wieś w Polsce, położona w województwie opolskim, w powiecie oleskim, w gminie Olesno.
W latach 1975–1998 miejscowość należała administracyjnie do województwa częstochowskiego.

## Nazwa
W alfabetycznym spisie miejscowości na terenie Śląska wydanym w 1830 roku we Wrocławiu przez Johanna Knie wieś występuje pod dwiema polskimi nazwami Sowcyce oraz Szowcyce, a także niemiecką Schoffschütz. 15 marca 1947 r. nadano miejscowości polską nazwę Sowczyce.

## Demografia
W 1925 r. w miejscowości mieszkało 929 osób, w 1933 r. 705 osób, a w 1939 r. – 687.

## Historia
Do głosowania podczas plebiscytu uprawnionych było w Sowczycach 358 osób, z czego 309, ok. 86,3%, stanowili mieszkańcy (w tym 309, ok. 86,3% całości, mieszkańcy urodzeni w miejscowości). Oddano 351 głosów (ok. 98,0% uprawnionych), w tym 350 (ok. 99,7%) ważnych; za Polską głosowały 233 osoby (ok. 66,4%), a za Niemcami 117 osób (ok. 33,3%).

## Zabytki
Do wojewódzkiego rejestru zabytków wpisane są:
- kościół fil. pw. św. Antoniego, drewniany, z 1586 r.
- zespół pałacowy, z XVI-XX w.:
  - Pałac w Sowczycach
  - park.

## Ludzie związani z Sowczycami
- Juliusz Bieniek (ur. 11 kwietnia 1895 r. w Sowczycach, zm. 17 stycznia 1978 roku) – biskup pomocniczy diecezji katowickiej.
- Ryszard Mikosz (ur. 2 października 1952 r.) – profesor nauk prawnych, Sędzia Naczelnego Sądu Administracyjnego w stanie spoczynku, nauczyciel akademicki Uniwersytetu Śląskiego w Katowicach